# Le Bouquet ardent
Le Bouquet ardent est un tableau réalisé par le peintre français Marc Chagall en 1972. Cette huile sur toile représente un bouquet de fleurs surmonté d'une femme nue et devant une fenêtre. Elle est acquise par un collectionneur privé en 1993, lors d'une vente aux enchères chez Christie's.